# Kabinett Sánchez II
Das Kabinett Sánchez II bildete vom 13. Januar 2020 bis 21. November 2023 die spanische Regierung. Sánchez wurde am 7. Januar vom Abgeordnetenhaus zum spanischen Ministerpräsidenten gewählt und trat am 8. Januar nach der Vereidigung sein Amt an. Sánchez’ Kabinett bestand aus Mitgliedern der spanischen Sozialistischen Arbeiterpartei (PSOE) und Unidas Podemos, die die erste Koalitionsregierung auf nationaler Ebene in Spanien seit dem spanischen Übergang zur Demokratie im Jahr 1978 bildete. Das Kabinett folgte der ersten Sánchez-Regierung.
Im Oktober 2020 wurde ein Misstrauensantrag durch die Vox-Partei gegen Sánchez Regierung mit 298 der 350 parlamentarischen Stimmen abgelehnt. Kein Misstrauensantrag in Spanien wurde bisher in solcher Deutlichkeit abgelehnt. Nur Vox-Parteimitglieder stimmten dafür. Vox-Parteichef Santiago Abascal begründete den Antrag, die „verbrecherische“ Regierung Sánchez arbeite mit Mafiaorganisationen und separatistischen Gruppen zusammen und würde „Spanien, seine Nation und die Monarchie“ zerstören.
Mitte 2021 nahm Ministerpräsident Pedro Sánchez die dritte Kabinettsumbildung seiner Amtszeit vor, dabei wurden sieben Ministerinnen und Minister der Sozialistischen Partei ausgetauscht.

## Regierungsparteien
Die Regierung wurde aus den folgenden Parteien gebildet. Neben 20 Mitgliedern der sechs Regierungsparteien sowie dem Ministerpräsidenten gehörten vier unabhängige Minister dem 25-köpfigen Kabinett Sánchez II an.
| Partei | Partei                                                                           | Generalsekretär (Parteivorsitzender) | Politische Ausrichtung                      | Europäische Partei/ Fraktion im Europäischen Parlament | Anzahl der Minister         |
| ------ | -------------------------------------------------------------------------------- | ------------------------------------ | ------------------------------------------- | ------------------------------------------------------ | --------------------------- |
|        | Partido Socialista Obrero Español (PSOE) Spanische Sozialistische Arbeiterpartei | Pedro Sánchez                        | Sozialdemokratie                            | SPE/S&D                                                | 13/24 und Ministerpräsident |
|        | Podemos (Pod.) Wir können                                                        | Ione Belarra                         | Demokratischer Sozialismus, Linkspopulismus | Now the People/GUE/NGL                                 | 2/24                        |
|        | Partit dels Socialistes de Catalunya (PSC) Partei der Sozialisten Kataloniens    | Àngel Ros                            | Sozialdemokratie, Föderalismus              | SPE/S&D                                                | 2/24                        |
|        | Izquierda Unida (IU) Vereinigte Linke                                            | Alberto Garzón                       | Demokratischer Sozialismus, Eurokommunismus | EL/GUE/NGL                                             | 1/24                        |
|        | Partido Comunista de España (PCE) Kommunistische Partei Spaniens                 | José Luis Centella                   | Kommunismus, Marxismus-Leninismus           | EL/GUE/NGL                                             | 1/24                        |
|        | Catalunya en Comú (CatComú) Katalonien gemeinsam                                 | Ada Colau                            | Grüne Politik, Linkspopulismus              | EGP/–                                                  | 1/24                        |

## Regierungsmitglieder
| Amt | Bild | Amtsinhaber/in                                    | Partei     | Partei     |
| --- | ---- | ------------------------------------------------- | ---------- | ---------- |
| Ministerpräsident |      | Pedro Sánchez                                     |            | PSOE       |
| Erste stellvertretende Ministerpräsidentin                                                                                      |      | Carmen Calvo bis 12. Juli 2021                    |            | PSOE       |
| Erste stellvertretende Ministerpräsidentin                                                                                      |      | Nadia Calviño seit 12. Juli 2021                  |            | unabhängig |
| Zweite/r stellvertretende/r Ministerpräsident/in                                                                                |      | Pablo Iglesias bis 31. März 2021                  |            | Podemos    |
| Zweite/r stellvertretende/r Ministerpräsident/in                                                                                |      | Nadia Calviño 31. März 2021 bis 12. Juli 2021     |            | unabhängig |
| Zweite/r stellvertretende/r Ministerpräsident/in                                                                                |      | Yolanda Díaz seit 12. Juli 2021                   |            | PCE        |
| Dritte stellvertretende Ministerpräsidentin                                                                                     |      | Nadia Calviño bis 31. März 2021                   |            | unabhängig |
| Dritte stellvertretende Ministerpräsidentin                                                                                     |      | Yolanda Díaz 31. März 2021 bis 12. Juli 2021      |            | PCE        |
| Dritte stellvertretende Ministerpräsidentin                                                                                     |      | Teresa Ribera seit 12. Juli 2021                  |            | PSOE       |
| Vierte stellvertretende Ministerpräsidentin                                                                                     |      | Teresa Ribera bis 12. Juli 2021                   |            | PSOE       |
| Ministerin der Verteidigung |      | Margarita Robles                                  |            | unabhängig |
| Minister des Innern |      | Fernando Grande-Marlaska                          | unabhängig |            |
| Ministerin der Finanzen |      | María Jesús Montero                               |            | PSOE       |
| Ministerin für ökologischen Wandel und demographische Herausforderungen                                                         |      | Teresa Ribera                                     | PSOE       |            |
| Ministerin für Wirtschaft und Digitalen Wandel                                                                                  |      | Nadia Calviño                                     |            | unabhängig |
| Präsidialminister/in und Minister/in für Beziehungen zum Parlament und demokratische Erinnerung                                 |      | Carmen Calvo bis 12. Juli 2021                    |            | PSOE       |
| Präsidialminister/in und Minister/in für Beziehungen zum Parlament und demokratische Erinnerung                                 |      | Félix Bolaños seit 12. Juli 2021                  |            | PSOE       |
| Minister/in für soziale Rechte und die Agenda 2030                                                                              |      | Pablo Iglesias bis 31. März 2021                  |            | Podemos    |
| Minister/in für soziale Rechte und die Agenda 2030                                                                              |      | Ione Belarra seit 31. März 2021                   |            | Podemos    |
| Minister/in für Transport, Mobilität und städtische Angelegenheiten                                                             |      | José Luis Ábalos bis 12. Juli 2021                |            | PSOE       |
| Minister/in für Transport, Mobilität und städtische Angelegenheiten                                                             |      | Raquel Sánchez Jiménez seit 12. Juli 2021         | PSC        |            |
| Ministerin für Arbeit und Sozialwirtschaft                                                                                      |      | Yolanda Díaz                                      |            | PCE        |
| Minister für Landwirtschaft, Fischerei und Ernährung                                                                            |      | Luis Planas                                       |            | PSOE       |
| Minister für soziale Sicherheit, Inklusion und Migration                                                                        |      | José Luis Escrivá                                 |            | unabhängig |
| Minister/in für Gesundheit |      | Salvador Illa bis 27. Januar 2021                 |            | PSC        |
| Minister/in für Gesundheit |      | Carolina Darias 27. Januar 2021 bis 27. März 2023 |            | PSOE       |
| Minister/in für Gesundheit |      | José Manuel Miñonesseit 28. März 2023             |            | PSOE       |
| Minister für Verbraucherschutz                                                                                                  |      | Alberto Garzón                                    |            | IU         |
| Minister für Universitäten |      | Manuel Castells bis 20. Dezember 2021             |            | unabhängig |
| Minister für Universitäten |      | Joan Subirats seit 20. Dezember 2021              |            | CatComú    |
| Ministerin für Gleichstellung                                                                                                   |      | Irene Montero                                     |            | Podemos    |
| Minister/in für Wissenschaft und Innovation                                                                                     |      | Pedro Duque bis 12. Juli 2021                     |            | unabhängig |
| Minister/in für Wissenschaft und Innovation                                                                                     |      | Diana Morant seit 12. Juli 2021                   |            | PSOE       |
| Minister/in für Äußeres, Europäische Union und Entwicklungshilfe                                                                |      | Arancha González Laya bis 12. Juli 2021           |            | unabhängig |
| Minister/in für Äußeres, Europäische Union und Entwicklungshilfe                                                                |      | José Manuel Albares seit 12. Juli 2021            |            | PSOE       |
| Minister/in der Justiz |      | Juan Carlos Campo bis 12. Juli 2021               |            | PSOE       |
| Minister/in der Justiz |      | Pilar Llop seit 12. Juli 2021                     | PSOE       |            |
| Ministerin für Bildung und Berufsausbildung                                                                                     |      | Isabel Celaá bis 12. Juli 2021                    |            | PSOE       |
| Ministerin für Bildung und Berufsausbildung                                                                                     |      | Pilar Alegría seit 12. Juli 2021                  | PSOE       |            |
| Minister/in für Industrie, Handel und Tourismus                                                                                 |      | Reyes Marotobis 27. März 2023                     |            | PSOE       |
| Minister/in für Industrie, Handel und Tourismus                                                                                 |      | Héctor Gómez Hernándezseit 28. März 2023          |            | PSOE       |
| Minister/in für Regionalpolitik und den öffentlichen Dienst bis 12. Juli 2021 Ministerin für Regionalpolitik seit 12. Juli 2021 |      | Carolina Darias bis 27. Januar 2021               |            | PSOE       |
| Minister/in für Regionalpolitik und den öffentlichen Dienst bis 12. Juli 2021 Ministerin für Regionalpolitik seit 12. Juli 2021 |      | Miquel Iceta 27. Januar 2021 bis 12. Juli 2021    |            | PSC        |
| Minister/in für Regionalpolitik und den öffentlichen Dienst bis 12. Juli 2021 Ministerin für Regionalpolitik seit 12. Juli 2021 |      | Isabel Rodríguez García seit 12. Juli 2021        | PSOE       |            |
| Ministerin für den öffentlichen Dienst seit 12. Juli 2021                                                                       |      | María Jesús Montero seit 12. Juli 2021            | PSOE       |            |
| Minister für Kultur und Sport                                                                                                   |      | José Manuel Rodríguez Uribes bis 12. Juli 2021    |            | PSOE       |
| Minister für Kultur und Sport                                                                                                   |      | Miquel Iceta seit 12. Juli 2021                   | PSC        |            |
| Regierungssprecherin |      | María Jesús Montero bis 12. Juli 2021             | PSOE       |            |
| Regierungssprecherin |      | Isabel Rodríguez García seit 12. Juli 2021        | PSOE       |            |